# Timothy Gribble
Timothy Lane Gribble (27 de agosto de 1963 - 15 de marzo de 2000) fue un homicida, violador y asesino en serie confeso estadounidense que admitió oficialmente la violación y el estrangulamiento de tres mujeres en Texas entre los años 1985 y 1987. Fue condenado a muerte en dos ocasiones por uno de los asesinatos, y finalmente fue ejecutado en la Unidad de Huntsville, Texas, en 2000.

## Antecedentes penales previos
El primer delito registrado de Gribble ocurrió cuando tenía 18 años, al ser arrestado por encarcelamiento ilegal después de abordar a una mujer en la ciudad de Texas el 10 de abril de 1981. Enfrentándose a 10 años de prisión si era declarado culpable, aceptó en cambio un acuerdo de culpabilidad con la fiscalía que atenuó la pena a 10 años de libertad condicional y una multa de USD 750. Dos años después, usando el alias de 'Timothy Wayne Gribble', fue arrestado y condenado a 5 años de prisión por la violación de una adolescente de 15 años ocurrida el 12 de agosto de 1983 en la ciudad de Texas.
Después de pasar dos años en prisión Gribble fue liberado. Alrededor de 1985, se casó con Tammi, madre de dos hijos, con quien, según los informes, nunca fue violento. La pareja se encontraba en una situación financiera desesperada e intentó ganarse la vida a través del negocio del padre de Gribble en Hitchcock, quien finalmente tuvo que aceptar trabajos adicionales como carpintero y techador. Era considerado como una persona confiable y servicial por sus amigos, a quienes ayudaba con frecuencia con varios favores y trabajos ocasionales.

## Asesinatos
De acuerdo con lo declarado por Gribble, su primera víctima fue una autostopista que recogió cerca de Dickinson en octubre o noviembre de 1985. La chica, que le dijo llamarse "Christina", tenía unos 20 años, cabello rubio castaño, complexión mediana y vestía jeans azules y una blusa. Gribble dijo a los investigadores que ella le había pedido que la llevara a Austin y que incluso había pagado USD 10 por gasolina en el viaje. En lugar de eso, Gribble condujo hacia el condado de Fort Bend, cerca de la autopista 95 y el río Brazos, donde la violó y la estranguló hasta matarla, para después arrojar su cuerpo al río. Varios investigadores fueron enviados a los lugares indicados por Gribble para ubicar el cuerpo, pero como el río había crecido varias veces antes de la llegada de los oficiales, nunca fue localizado.
El 16 de junio de 1986, Gribble secuestró a Donna Weis, una estudiante universitaria de 23 años de la ciudad de Texas, y la trasladó a un terreno boscoso cerca de Santa Fe, donde su padre tenía un negocio de almacenaje. Entonces, llevó a Weis a uno de los almacenes para luego estrangularla y envolver su cuerpo en una lona azul. Después, enterraría su cuerpo en una tumba poco profunda cerca de Hitchcock.
El 9 de septiembre de 1987, Gribble se encontraba trabajando en la remodelación del techo de la casa de Elizabeth "Libby" Jones, de 36 años, una empleada de IBM que trabajaba en el Centro Espacial Johnson. Cuando Jones no se presentó a trabajar ese día, uno de sus colegas se acercó a su casa en Clear Lake Shores para ver cómo estaba, pero se encontró conque la casa estaba cerrada con llave. Más tarde ese mismo día, Gribble regresó a la casa de Jones, aparentemente para recuperar su billetera, pero en cambio la secuestró y la llevó por el campo hasta que encontró un área apartada cerca de la FM 646 y la Interestatal 45. Posteriormente, estranguló a Jones con una banda de tela y dejó su cuerpo cerca de un árbol antes de abandonar la zona.

## Arresto, investigación y juicio
Algunos días después de la desaparición de Jones, su exesposo contrató a un investigador privado para que entrevistara a Gribble, quien ya había sido interrogado como sospechoso por la policía. Admitió bajo presión que una botella de vino y algunas colillas de cigarrillos encontradas en la escena del crimen eran suyas, pero antes de que pudieran acusarlo de agresión sexual contra Jones, Gribble huyó del estado. Sin embargo, fue detenido sin incidentes en una gasolinera de Newbern, Tennessee el 30 de septiembre de 1987. Renunció al procedimiento de extradición y regresó a Texas de manera voluntaria. En los días posteriores, Gribble confesó el asesinato de Jones durante el interrogatorio, y viajó con los investigadores para indicar dónde había dejado su cuerpo. Los restos óseos y el cráneo de Jones se encontraron posteriormente el 5 de octubre. Entonces, Gribble fue enviado a una prisión en Houston, quedando a la espera de que se le imputaran cargos de asesinato capital con una fianza de USD 200.000.
En noviembre, Gribble contactó a su esposa y le dio instrucciones sobre cómo encontrar el cuerpo de Weis, información que ella luego entregó a la policía. Poco tiempo después, se encontró el cuerpo parcialmente descompuesto de una mujer y se lo identificó positivamente como el de Weis a través de sus registros dentales. Más adelante, Gribble tuvo una entrevista grabada con el guardabosques de Texas Joe Haralson y el sargento del alguacil. Wayne Kessler, en el que detallaba sus tres asesinatos. Estas cintas se reprodujeron más tarde en una audiencia sobre la admisibilidad de tales declaraciones, que los abogados de Gribble intentaron excluir del juicio.
Al final, sería juzgado únicamente por el asesinato de Jones; nunca fue acusado por la muerte de Weis. En octubre de 1988, un jurado conformado por nueve hombres y tres mujeres declaró a Gribble culpable del asesinato de Libby Jones. Su abogado defensor admitió que su cliente era culpable del asesinato, pero solicitó que la condena fuera por homicidio y no por asesinato capital. A pesar de esto, Gribble fue condenado a muerte.

## Nuevo juicio y muerte
Después de pasar dos años en el corredor de la muerte, a Gribble se le concedió un nuevo juicio tras una decisión de la Corte Suprema, Penry v. Lynaugh, que prohibía a los delincuentes con enfermedades mentales ser elegibles para la pena de muerte. Según su abogado, había circunstancias en el caso de Gribble que indicaban que padecía una enfermedad mental que no se había presentado en su juicio original. Sin embargo, Gribble fue nuevamente declarado culpable y condenado a muerte, luego de que el jurado deliberara menos de dos horas.
Gribble luego apelaría ante la Corte Suprema de Texas en 1995, pero su sentencia de muerte fue nuevamente confirmada. El 15 de marzo de 2000, Gribble fue ejecutado mediante inyección letal en la Unidad de Huntsville. Fue una de las tres personas ejecutadas en Estados Unidos ese día específico. Los otros fueron Darrell Keith Rich en California y Patrick Polonia en Arizona. Las últimas palabras de Gribble fueron:
 "Solo quiero que sepan que, desde el fondo de mi corazón, lo siento muchísimo. Lo digo en serio. No lo digo por decirlo".
Antes de su ejecución, dio una declaración escrita a mano al capellán de la prisión, James Brazzil, en la que se disculpaba por sus crímenes y criticaba el uso de la pena de muerte.